# Spaanse bok

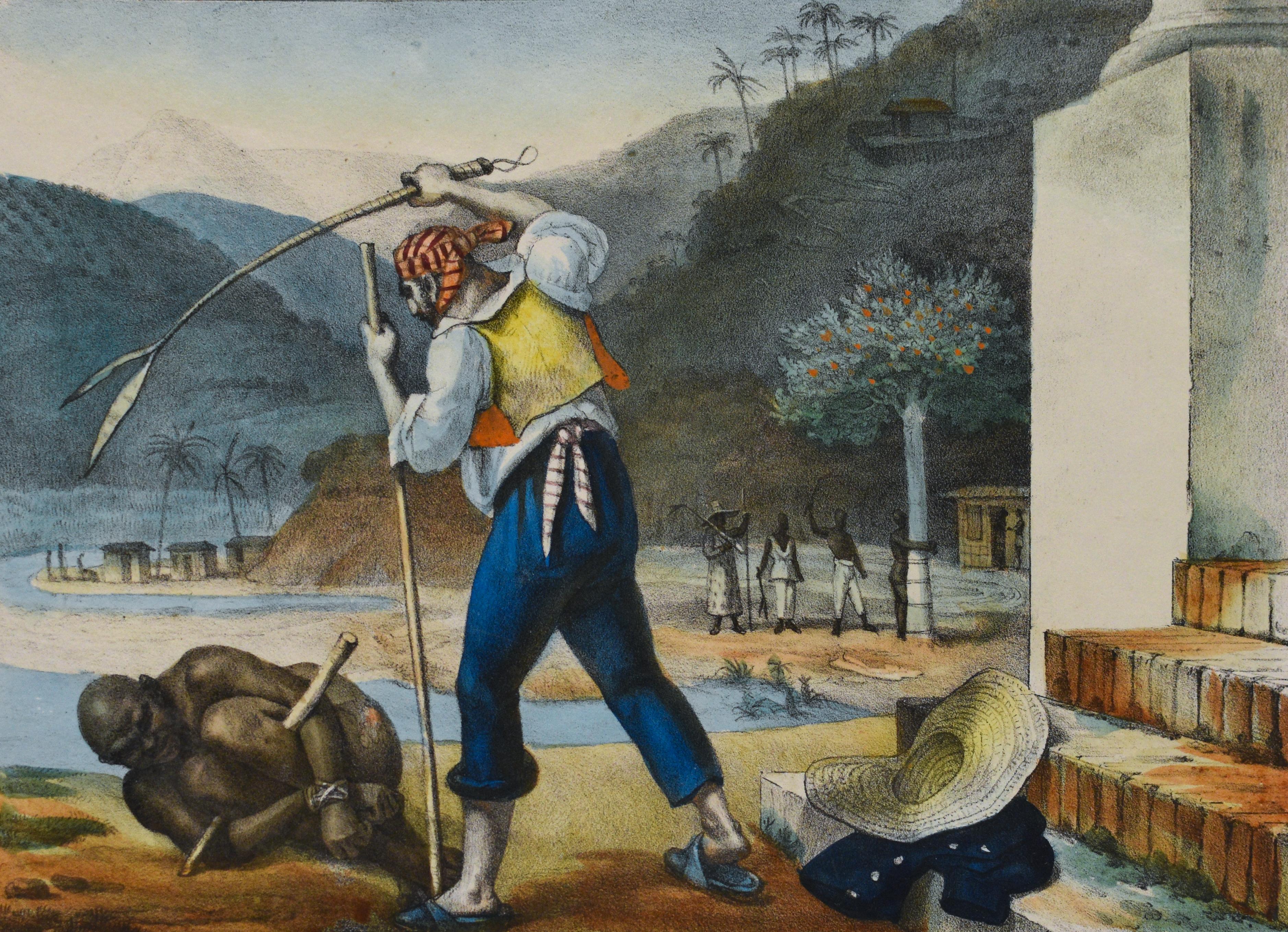
Het gebruik van de Spaanse bok in Brazilië

De Spaanse bok (Sranan: pansboko) was de in Suriname gebruikelijk benaming voor een zware lijfstraf voor slaven.
Bij deze straf bond men de handen samen; daarna wrong men de knieën tussen de samengebonden armen door en stak dan een stok tussen de armen en de opgetrokken knieën. De stok werd stevig in de grond bevestigd.
De opzichter van de slaven of de politieagent sloeg daarop met een roede van tamarinde op de bovenliggende zijde van het slachtoffer. Als de ene kant rauw geslagen was, werd het slachtoffer omgekeerd om op de andere zijde dezelfde straffen te ontvangen. 
De lijfstraf werd soms zover uitgebreid dat men slaven soms veroordeelde tot de zevenvoudige Spaanse bok. De tuchtiging werd dan achtereenvolgens herhaald op zeven verschillende hoeken van de straten van Paramaribo. 
In het plantagereglement van 1784 werd de Spaanse bok officieel afgeschaft, maar de geseling werd nog ruim vijftig jaar gehandhaafd. Lijfstraffen waren al die tijd normaal: in 1854 werden in Nederland de gerechtelijke lijfstraffen afgeschaft, met uitzondering van de geseling die in 1870 verdween. De Spaanse bok werd dus geruime tijd voor het afschaffen van lijfstraffen niet meer toegepast.
De publieke strafplaats, piket genaamd, was een houten gebouw in Paramaribo, gelegen tussen de Gravenstraat (nu Henck Arronstraat) en de Wagenwegstraat op de hoek tegenover het toenmalige militair hospitaal. Voor en achter strekten zich twee pleinen uit. Op het plein aan de Wagenwegstraat zag men reeds op een afstand te midden van enkele woningen van de politie en gevangenishokken twee roodgeverfde palen boven de schuttingen uitsteken. Daar was de plaats van de officiële bestraffing door de Surinaamse politie.
De Nederlandse tekenaar Christiaan Andriessen heeft een getekend dagboek gemaakt, waarin hij tekeningen heeft gemaakt van de bezoeken bij de verschillende bewoners/huizen. De bladen zijn na zijn dood los verkocht, maar de digitale versie is voor een deel online te bekijken. 

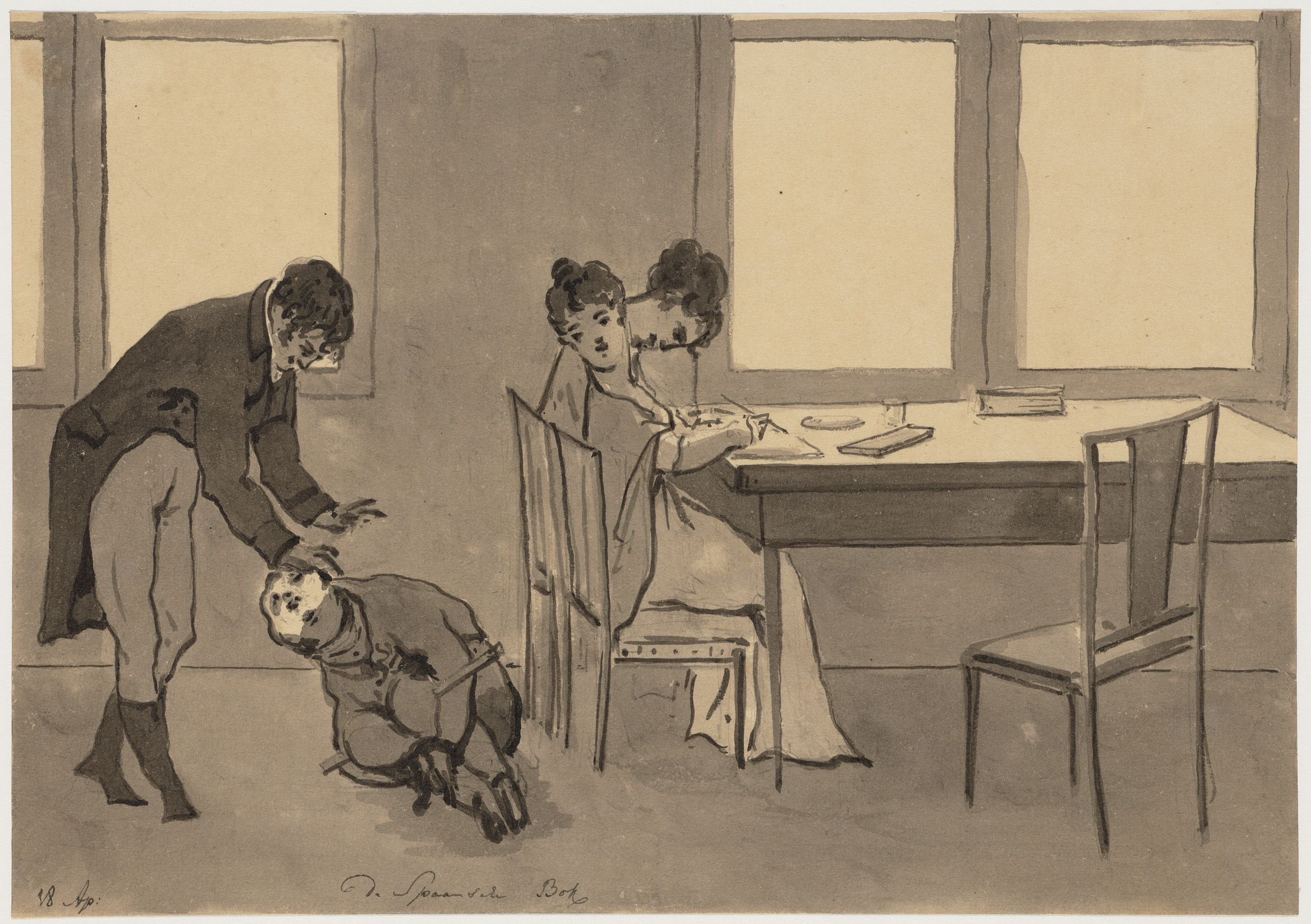
18 april “de spaanse bok”, terwijl twee meisjes tekenles krijgen van Christiaan Andriessen is hun broertje gekneveld in de spaanse bok. Waarschijnlijk gaat het om de dochter Umgrove en hun broertje Jantje of Lubbertje, in het huis van de familie Umbgrove aan de Herengracht 584 (1805 Christiaan Andriessen - Stadsarchief Amsterdam)